# Nicolás Frutos
Nicolás Alejandro Frutos (Santa Fe, Argentina; 10 de mayo de 1981) es un exfutbolista y actual director técnico argentino. Jugaba como delantero y su primer equipo fue Unión de Santa Fe. Su último club antes de retirarse fue Anderlecht de Bélgica.
Actualmente es el ayudante de campo de Hernán Losada en el D.C. United de la MLS.

## Trayectoria

### Como jugador
Frutos empezó su carrera en Unión de su ciudad natal en 2000. 
Pronto destacó por su altura y potencia en ofensiva consiguiendo su primer paso por un club grande, San Lorenzo en 2002. Aunque fue parte del equipo campeón de la Copa Sudamericana. Frutos no tuvo lugar en el equipo titular de San Lorenzo por lo cual se fue a Nueva Chicago en 2003. 
No obstante, tras haber jugado un solo partido en el torito el delantero sorprendentemente dejó el club para jugar en la UD Las Palmas de la Segunda División de España. Su primera experiencia europea no fue buena y, tras convertir un solo gol en 18 partidos, regresó a Argentina.
El quinto club de su carrera fue Gimnasia de La Plata donde recuperó su nivel y formó una buena dupla ofensiva con Claudio Enría. En el Torneo Apertura 2004 marcó 7 goles en 17 partidos. 
Gracias a su buen desempeño en Gimnasia tuvo una nueva oportunidad en un equipo grande de Argentina, Independiente donde hizo dupla ofensiva con Federico Insúa en el Clausura 2005 y con Sergio Agüero en el Apertura. En total marcó 19 goles en 28 partidos con el rojo, incluyendo 9 en 10 durante el Apertura 2005. 
Sin embargo, Frutos acordó su incorporación al RSC Anderlecht de Bélgica en octubre de 2005, lo cual le impidió terminar el campeonato con Independiente. 
Con el Anderlecht hizo 9 goles en 12 encuentros durante la segunda mitad de la temporada 2005-06 ayudando a su equipo a obtener el título de liga y abriendo la puerta para que se incorporaran sus compatriotas Nicolás Pareja, Lucas Biglia y Cristian Leiva.
En la temporada 2006-07 el delantero hizo 23 goles entre Liga, Copa de Bélgica y Liga de Campeones de la UEFA obteniendo una vez más el campeonato de Primera División belga. A mediados de 2007 sufrió una operación en su tendón de Aquiles izquierdo, lesión que lo dejó 4 meses sin jugar.
Entre 2007 y 2009 tuvo idas y vueltas al campo de juego porque nunca pudo recuperarse completamente de la operación sufrida en 2007. Siempre que jugó su nivel fue excelente. Sus estadísticas marcan todo, 59 goles en 96 partidos jugados con la camiseta del Anderlecht.
En febrero de 2009 volvió a operarse de su tendón de Aquiles izquierdo, manteniéndolo esto 5 meses fuera del campo de juego, jugando nuevamente en julio de 2009 y una vez más, como cada vez que regresaba de una lesión su actuación fue memorable, asistiendo y marcando en un partido correspondiente a la 3.ª ronda de la Champions League. A partir de todos estos sucesos los diarios titulaban ¨the men of come back¨, ya que cada vez que se recuperaba, su nivel era muy bueno y no se notaba que había estado fuera por un largo periodo.
En Bruselas (su segundo hogar como el lo llama) dicen que si no hubiese sufrido todos los problemas que le causaron sus tres operaciones, su tiempo en Anderlecht hubiese sido muy corto, y que le habría deparado una de las ligas top del fútbol mundial.
En marzo de 2010 se anunció su retiro de la práctica activa del fútbol a la edad de 28 años debido a una serie de lesiones que venía padeciendo desde que llegó al club belga. Sas, médico del equipo declaró que "no le quedaba otra elección. No podrá volver a jugar nunca. Ni siquiera en sala, ni al tenis".
Los directivos de Anderlecht le prepararon en el mes de mayo de 2010, cuando el equipo se coronó campeón de la Liga de Bélgica (2009-2010), un homenaje en el último partido que el equipo disputase de local. Así se despidió ¨un verdadero ídolo¨ como lo consideran los aficionados del RSCA.

### Como entrenador
En junio de 2010, ni bien abandonó la práctica deportiva, tomó la conducción de la coordinación de fútbol de formación del Club Unión de Santa Fe, en Argentina.
Permaneció durante 3 años en este cargo, obteniendo Unión en sus formativas resultados excelentes. 
Con su estilo de trabajo, innovador, relacionado con su formación europea y su juventud, logro que muchos juveniles sean promocionados al primer equipo, siendo los mismos la base del ascenso logrado por el club en junio de 2014.
Durante 2 de sus 3 años en su proceso como Coordinador, también ejerció como entrenador, primero de algunas categorías de las divisiones formativas y luego de la división Reserva durante 1 año.
En junio de 2013 decide desvincularse del club santafesino, dejando a sus colaboradores al mando del proyecto comenzado 3 años atrás.
En enero de 2014 comenzó un proceso como organizador deportivo en un club que acababa de fundarse en la ciudad de Santa Fe llamado Centro Cultural y Deportivo El Pozo. Una entidad que comenzaba de 0 en todos sus aspectos, deportivos y organizativos, que ni siquiera cuenta con campo propio aun en la actualidad. Comenzó su participación deportiva en marzo de 2014 en el ascenso de la Liga Santafesina de Fútbol, siendo campeón esa misma temporada y obteniendo el ascenso a la primera división de dicha liga.
En enero de 2015 se vincula al Club Olimpia, de la Asociación Paraguaya de Fútbol, siendo contratado por recomendación de Nery Alberto Pumpido, técnico del primer equipo en ese momento. 
Se hace cargo de un grupo selectivo de jugadores con el objetivo de prepararlos para el fútbol profesional, dirigiendo a su vez la Categoría Reserva y la Categoría Sub-20 del Olimpia.
En septiembre de 2017 pasa a dirigir al RSC Anderlecht como entrenador interino después de la destitución de René Weiler
A inicios del año 2019 asumió la dirección técnica de San Luis de Quillota, equipo perteneciente a la división de ascenso del fútbol chileno (Primera B). Su estadía en el club fue corta, dirigió seis partidos del campeonato oficial, se caracterizó por nunca encontrar una idea de juego definida que llevó a que el cuadro quillotano mostrara un pobre rendimiento, posicionándose rápidamente como colista de la categoría (San Luis bajo su adiestramiento sumó 4 puntos de 18 posibles). Similar situación ocurrió en la denominada "Copa Chile", campeonato alternativo que entrega cupo para copas internacionales y en la que participan equipos profesionales de las categorías 1A, 1B, 2 División Profesional y Tercera A (Categoría perteneciente al Football Amateur del Chile), en la cual el equipo de la Región de Valparaíso fue eliminado por Trasandino de los Andes, perteneciente al Football Amateur de la Quinta Región de Chile.

## Clubes

### Como jugador
| Club                        | País      | Año       | PJ  | G  |
| --------------------------- | --------- | --------- | --- | -- |
| Unión de Santa Fe           | Argentina | 2000-2002 | 42  | 8  |
| San Lorenzo de Almagro      | Argentina | 2002-2003 | 26  | 4  |
| Nueva Chicago               | Argentina | 2003      | 1   | 0  |
| Las Palmas                  | España    | 2004      | 18  | 1  |
| Gimnasia y Esgrima La Plata | Argentina | 2004      | 17  | 7  |
| Independiente               | Argentina | 2005      | 28  | 19 |
| Anderlecht                  | Bélgica   | 2006-2010 | 96  | 59 |
| Total                       | Total     | Total     | 228 | 98 |

### Como asistente técnico
| Club        | País           | Año    |
| ----------- | -------------- | ------ |
| D.C. United | Estados Unidos | 2021-? |

### Como entrenador
| Club                        | País      | Año       | PJ | PG | PE | PP | GF | GC | DG | EF%    |
| --------------------------- | --------- | --------- | -- | -- | -- | -- | -- | -- | -- | ------ |
| Unión de Santa Fe (Reserva) | Argentina | 2011-2013 | -  | -  | -  | -  | -  | -  | -  | -      |
| Olimpia (Reserva)           | Paraguay  | 2015      | -  | -  | -  | -  | -  | -  | -  | -      |
| Anderlecht                  | Bélgica   | 2017      | 8  | 6  | 0  | 2  | 11 | 7  | +4 | 75%    |
| San Luis de Quillota        | Chile     | 2019      | 7  | 0  | 5  | 2  | ?  | ?  | ?  | 23.81% |
| Total                       | Total     | Total     | 15 | 6  | 5  | 4  | 11 | 7  | +4 | 51.11% |

## Palmarés

### Campeonatos nacionales
| Título               | Club       | País    | Año  |
| -------------------- | ---------- | ------- | ---- |
| Primera División     | Anderlecht | Bélgica | 2006 |
| Supercopa de Bélgica | Anderlecht | Bélgica | 2006 |
| Primera División     | Anderlecht | Bélgica | 2007 |
| Supercopa de Bélgica | Anderlecht | Bélgica | 2007 |
| Copa de Bélgica      | Anderlecht | Bélgica | 2008 |
| Supercopa de Bélgica | Anderlecht | Bélgica | 2009 |
| Primera División     | Anderlecht | Bélgica | 2010 |

### Copas internacionales
| Título            | Club                   | País      | Año  |
| ----------------- | ---------------------- | --------- | ---- |
| Copa Sudamericana | San Lorenzo de Almagro | Argentina | 2002 |